# バード・オン・ザ・ワイヤー
「バード・オン・ザ・ワイヤー」 ("Bird on the Wire") は、レナード・コーエンの代表曲の一つ。1968年9月26日にナッシュビルで録音され、1969年のアルバム『ひとり、部屋に歌う』 (Songs from a Room) に収録された。1968年5月にデヴィッド・クロスビーがプロデュースした音源は2007年のリマスターCDに "Like a Bird" と言うタイトルで収録されている。この曲が最初にリリースされたのはジュディ・コリンズの1968年のアルバム Who Knows Where the Time Goes である。
1960年代、コーエンはギリシャのイドラ島で恋人で、『ひとり、部屋に歌う』のジャケット裏に描かれている マリアンヌ・イーレンと暮らしていた。マリアンヌが彼にギターを渡し、それからそのころヒドラ島に設置された電話線の上に留まった鳥と、さらに濡れた島の夜の思い出がに触発されて「バード・オン・ザ・ワイヤー」を描き始め、鬱状態から抜け出すことに関わっていた。コーエンはハリウッドのモーテルでこの曲を完成させた。
コーエンは 「バード・オン・ザ・ワイヤー」をシンプルなカントリー・ソングと表現しているが、最初に録音されたジュディ・コリンズ版はは確かにカントリー的なセッティングでレコーディングされていた。彼は後に、『コーエン・ライヴ』に見られるような細かな修正を行なっている。彼のライヴ・アルバムの全てには、様々な演出が含まれている。時折、コンサートではセルジュ・ラマのフランス語版 "Vivre tout the seul" も演奏している。
『ひとり、部屋に歌う』の2007年の再リリースのスリーブノートでは、この曲は「祈りと賛歌を同時に歌った、一種のボヘミアンな『マイ・ウェイ』」と表現されている
。

## 構成
1975年のコンピレーション『ベスト・オブ・レナード・コーエン』のライナーノーツの中で、コーエンはこの曲についてこう書いている：
私のコンサートはいつもこの曲で始まる。この曲は私を自分の任務に戻してくれるような気がします。この曲はギリシャで始まり、1969年頃にハリウッドのモーテルで他の全ての曲と一緒に完成しました。いくつかのセリフはオレゴンで変更されています。私は完璧にできないようだ。クリス・クリストファーソンから、私がナッシュビルの別のライターからメロディの一部を盗んだと連絡があった。彼は自分の墓石に最初の数行を載せるとも言っていたし、そうしないと私が傷つくとも言っていた。
クリストファーソンが言及していた曲は、ナッシュビルのソングライター、ジョン・D・ラウダーミルクが書いた "Turn Me On" で、マーク・ディニングが1961年に録音し、後にニーナ・シモンをはじめとする多くのアーティストがカバーした曲で、コーエンの曲とメロディーやいくつかの歌詞のパターンが似ていることが示唆されている。

## カバー版
多くのアーティストがこの曲をカバーしており、しばしば "Bird on a Wire"（実際、このバリエーションはコンピレーション『The Essential Leonard Cohen』に収録されている）となっている。
- ジョー・コッカー：アルバム『ジョー・コッカー＆レオン・ラッセル』 (1969年)およびライブ・アルバム『マッド・ドッグス&イングリッシュメン』(1970年)
- エスター・オファリム： "Esther Ofarim" (1969年)[3]
- ジャッキー・デシャノン：アルバム To Be Free (1970年)
- デイヴ・ヴァン・ロンク ：  Van Ronk (1971年)
- ティム・ハーディン：アルバム Bird on a Wire (1971年)
- フェアポート・コンヴェンション：アルバム『ヘイデイ』(1987年)
- ジェニファー・ウォーンズ ：トリビュート・アルバム Famous Blue Raincoat (1987年)
- ネヴィル・ブラザーズ：アルバム Brother's Keeper (1990年)；メル・ギブソン、ゴールディ・ホーン主演の1990年の映画『バード・オン・ワイヤー』でも使用されている
- ジョニー・キャッシュ：アルバム American Recordings (1994年)およびオーケストラと共演した2003年リリースのコンピレーション Unearthed
- ウィリー・ネルソン：トリビュート・アルバム Tower of Song (1995年)
- k.d.ラング：アルバム『ヒムズ・オブ・ザ・フォーティーナインス・パラレル (2004年)
- エルヴィス・コステロ：2017年の Tower of Song: A Memorial Tribute to Leonard Cohen コンサートで演奏[4]

## その他の使われ方
- 1978年のロバート・アルトマン監督の映画『ウエディング』のエンディングシーンでカバー版が使われた。
- 映画『バード・オン・ワイヤー』でも使用された。

## チャート
| チャート (2016年) | 最高順位 |
| ----------------- | -------- |
| France (SNEP)     | 137      |

## 参考資料
- Martina Elicker (1997). Semiotics of Popular Music: The Theme of Loneliness in Mainstream Pop and Rock Songs. Gunter Narr Verlag. pp. 113–. ISBN 978-3-8233-4658-6